# Hanna Kozaczewska-Golasz
Hanna Ewa Kozaczewska-Golasz (ur. 7 sierpnia 1942 w Warszawie, zm. 5 lutego 2021 we Wrocławiu) – polska architektka i historyczka architektury.

## Życiorys
Córka architekta Tadeusza Kozaczewskiego i Szczęsnej. Absolwentka Wydziału Architektury Politechniki Wrocławskiej w 1966 r. Doktoryzowała się w zakresie nauk technicznych w 1973 r., a w 1991 r. uzyskała habilitację. Tytuł profesora nadzwyczajnego otrzymała w 1997 r., a tytuł profesora zwyczajnego w 2009 r.
Pracowała w Zakładzie Historii Teorii Architektury i Urbanistyki na Wydziale Architektury Politechniki Wrocławskiej od 1966 do 2012 r., a od 2016 do 2019 r. była zatrudniona w Katedrze Architektury i Urbanistyki na Wydziale Budownictwa, Architektury i Inżynierii Środowiska Uniwersytetu Zielonogórskiego. Zawodowo zajmowała się historią architektury, w szczególności architektury średniowiecznej na Śląsku. W 1999 została odznaczona Srebrnym Krzyżem Zasługi.
Zmarła 5 lutego 2021 we Wrocławiu; została pochowana na komunalnym cmentarzu na Psim Polu we Wrocławiu.